# زفونيمير فوجين
زفونيمير فوجين (مواليد 23 يوليو 1943) هو ملاكم صربي، مثّل بلاده في الألعاب الأولمبية الصيفية في دورتي 1968 و1972.

## روابط خارجية
- زفونيمير فوجين على موقع اللجنة الأولمبية الدولية (الإنجليزية)
- زفونيمير فوجين على موقع أوليمبيديا (الإنجليزية)